# Augustin Ehrensvärd
Augustin Ehrensvärd (Barkarö, 25 settembre 1710 – Mynämäki, 4 ottobre 1772) è stato un generale, architetto e artista svedese.

## Biografia
Nato in seno alla nobile famiglia dei conti Ehrensvärd, augustin nacque al castello di Fullerö, presso Barkarö.
Nel 1747 venne prescelto da re Federico I di Svezia per disegnare e costruire la fortezza marittima di Helsinki, in Finlandia, all'epoca parte del regno di Svezia. La costruzione della fortezza di Sveaborg divenne l'opera di tutta la vita per Ehrensvärd, che continuò a modificarla e a progettarla sino alla propria morte nel 1772. Il disegno di Ehrensvärd consisteva in un bastione di basso profilo che avrebbe seguito i contorni naturali delle isole, non offrendo quindi punti di sbarco alla flotta nemica. Molte delle costruzioni militari da lui progettate rimangono ancora oggi dei veri capolavori di architettura militare dell'epoca. Augustin Ehrensvärd fu inoltre comandante della Flotta dell'arcipelago svedese dal 1756 al 1766 e dal 1770 sino alla propria morte nel 1772.
Oltre all'architettura, Ehrensvärd si interessò molto anche di pittura, psicologia dell'educazione e botanica. Poco prima della sua morte nel 1772, Ehrensvärd venne promosso al rango di feldmaresciallo. Seppe guadagnarsi con le sue opere anche il rispetto del popolo finlandese che apprezzò non solo i suoi sforzi personali per erigere la fortezza a Sveaborg, ma anche per il fatto che egli si impegnò a farvi crescere una città che divenne poi un importante centro economico e culturale della Finlandia del XVIII secolo. Il monumento funebre di Ehrensvärd a Sveaborg venne disegnato da re Gustavo III di Svezia in persona.
Ehrensvärd venne eletto membro dell'Accademia reale svedese delle scienze nel 1739, l'anno in ci venne fondata. Suo figlio Carl August Ehrensvärd, fu anch'egli architetto e storico dell'arte.

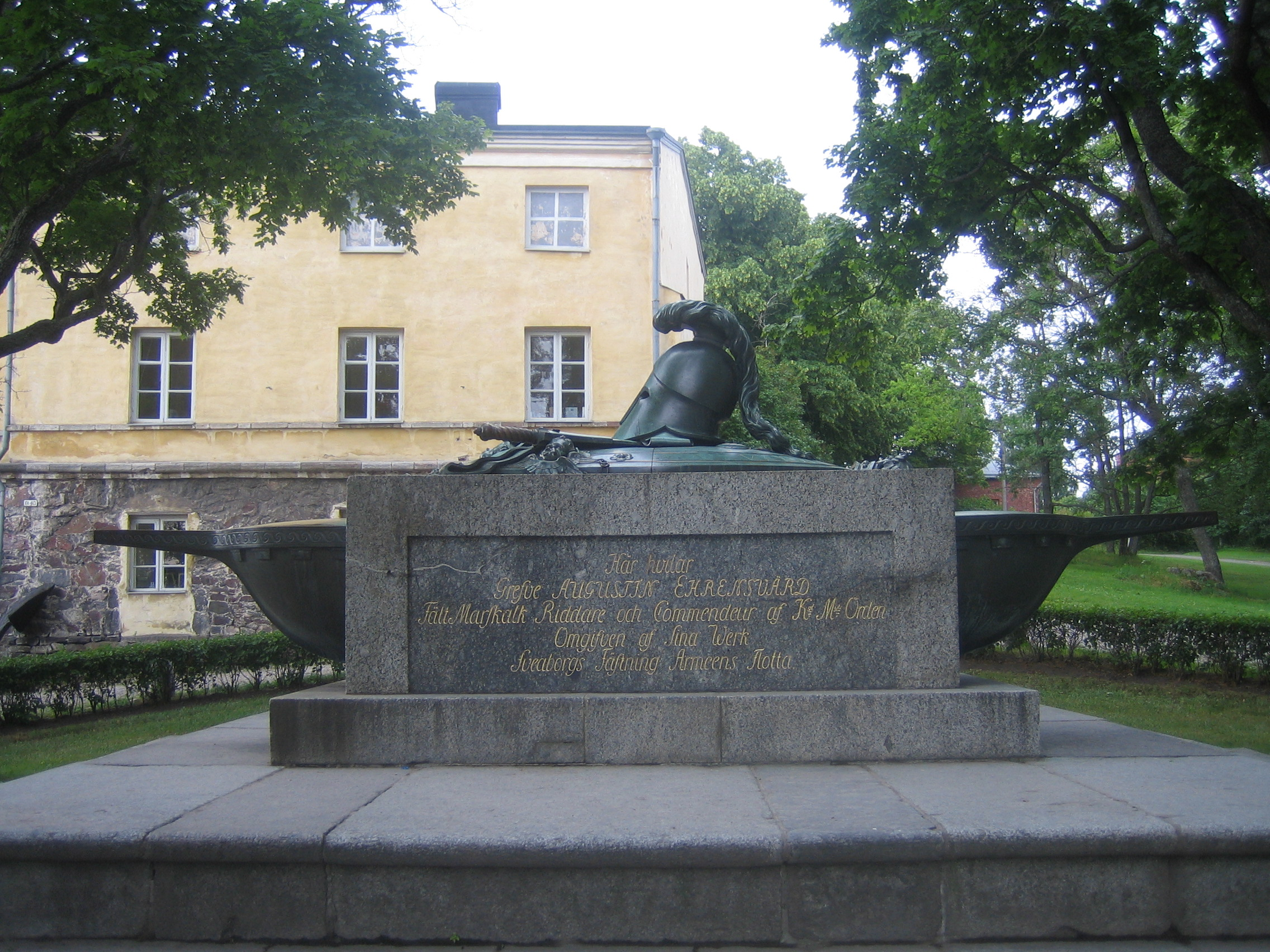
La tomba di Augustin Ehrensvärd alla fortezza di Suomenlinna
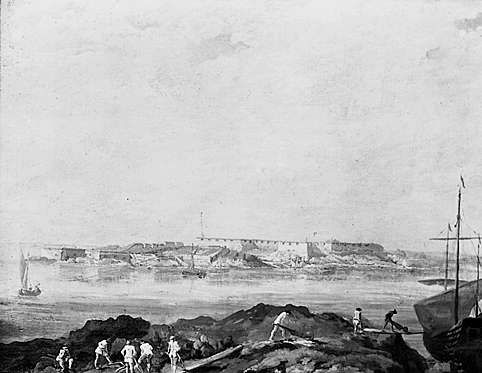
"Veduta di Sveaborg" di Augustin Ehrensvärd